# Сиротское Первое
Сиротское Первое (укр. Сирітське Перше) — село, относится к Ширяевскому району Одесской области Украины.
Население по переписи 2001 года составляло 67 человек. Почтовый индекс — 66863. Телефонный код — 4858. Занимает площадь 0,52 км². Код КОАТУУ — 5125483605.

## История
В 1945 г. Указом ПВС УССР село Фердинандовка Первая переименовано в Сиротское Первое.

## Местный совет
66863, Одесская обл., Ширяевский р-н, с. Новоелизаветовка, ул. Чкалова, 51